# 杉山弥太郎
杉山 彌太郎（杉山 弥太郎、すぎやま やたろう、1926年1月8日 - 1991年）は日本の大蔵官僚。大臣官房地方課長、日本専売公社総務部長、日本専売公社総務理事などを務めた。

## 来歴
静岡県出身。旧制静岡中学校4年から第一高校文科丙類に進学する。1949年 東京大学法学部政治学科卒業。「我が国の復興に働きたい」との現地から大蔵省かジャーナリストを目指していた。1950年1月 国家公務員六級職試験を合格。
同年 大蔵省入省。東京財務部総務課属。1955年6月30日 石狩税務署長。
1965年12月 海外経済協力基金調査部調査第一課長。1967年12月 広島国税局総務部長。1969年8月15日 国際金融局企画課長。1971年6月 石油開発公団資金部長。1973年7月3日 大臣官房地方課長。1974年1月10日 退官。
同年1月 日本専売公社総務部長。1980年10月 日本専売公社総務理事。1991年11月22日 叙正四位。

## 略歴
- 1950年4月：大蔵省入省。東京財務部総務課属[3]。
- 1950年4月：東京財務部理財課。
- 1951年6月：大臣官房地方課。
- 1953年5月：名古屋国税局調査査察部調査第三課。
- 1953年11月：名古屋国税局調査査察部調査第三課国税調査官。
- 1954年7月：名古屋国税局調査査察部調査第一課。
- 1955年6月30日：石狩税務署長。
- 1956年7月：国税庁間税部消費税課長補佐心得。
- 1956年10月：国税庁間税部消費税課長補佐。
- 1958年6月：大臣官房調査課調査主任。
- 1958年7月：大臣官房調査課長補佐。
- 1961年7月：金沢国税局徴収部長。
- 1963年6月：為替局投資第二課長補佐。
- 1964年6月18日：国際金融局投資第二課長。
- 1965年7月：国際金融局投資第一課長。
- 1965年12月：海外経済協力基金調査部調査第一課長。
- 1967年12月：広島国税局総務部長。
- 1969年8月15日：国際金融局企画課長。
- 1971年6月：石油開発公団資金部長。
- 1973年7月3日：大臣官房地方課長。
- 1974年1月10日：退官。

## 人物
- 神奈川県川崎市宮前区宮崎在住[5]。
- 外見はいかにも役人の典型だが、本音は、ロマンチストだという[1]。
- 趣味はゴルフ、読書、音楽鑑賞[5]。
- 音楽は特にコンチェルトを好んでいる[1]。